# Cotabato
Cotabato (en maguindanaón: Kuta Watu) es una ciudad componente independiente en Filipinas, ubicada al suroeste de la isla de Mindanao, en la Región Autónoma de la Nación Mora en el Mindanao Musulmán, a orillas del Océano Pacífico. Es un puerto comercial para la exportación e importación por la vía marítima. Según el censo del año 2015, tiene una población de 299 438 habitantes.

## Geografía
La ciudad de Cotabato dista 698,9 millas náuticas (1294 kilómetros) de Manila siendo un exclave de la Región Autónoma del Mindanao Musulmán (RAMM) concretamente de la provincia de Maguindanao cuyo término rodea. Al norte se encuentra el municipio de Sultan Kudarat; al este el Río Grande de Mindanao la separa dos Cabuntalanes (Tumbao y Cabuntalán del Norte); y al sur linda con el municipio de Dato Odin Sinsuat. 
Al oeste su término se abre a Bahía Illana que forma parte del Golfo Moro en el mar de Célebes.

### Barrios
El municipio de Cotabato se divide, a los efectos administrativos, en 37 barangayes o barrios, conforme a la siguiente relación:
- Bagua, 4 barrios.
- Kalanganán, 3 barrios.
- Población, 9 barrios.
- Altos del Rosario (Rosary Heights), 14 barrios.
- Tamontaca, 7 barrios.

## Historia
El nombre de la ciudad se deriva de la expresión en maguindanao kuta wato que significa ‘fuerte de roca’, en referencia a la fortaleza de roca del sultán Muhammad Dipatuan Kudarat en la ciudad. El islam se introdujo en esta parte del país por Mohammed Kabungsuwan en el siglo XV.

### Influencia española
Este territorio fue parte del Imperio español en Asia y Oceanía (1520-1898).
Hacia 1696 el capitán Rodríguez de Figueroa obtiene del gobierno español el derecho exclusivo de colonizar Mindanao.
El 1 de febrero de este año parte de Iloilo alcanzando la desembocadura del río Grande de Mindanao, en lo que hoy se conoce como la ciudad de Cotabato.
El Distrito 5.º de Cottabato fue uno de los siete distritos o provincias en los que a principios del siglo XX se hallaba dividida la isla de Mindanao, perteneciente al Imperio español en Asia y Oceanía (1521–1899). Su capital era el pueblo de Cotabato y de este Distrito dependía la comandancia de Polloc.
La ciudad fue altamente hispanizada, llegando a existir un chabacano local llamado BBC Cotobateño, que se cree procedente de Zamboanga. Hace tiempo que no se ha estudiado su estado de conservación, por lo que puede haber desaparecido.

### Independencia
La  Constitución Filipina de 1987 repartirá la provincia de Maguindanao en sendos distritos legislativos, comprendiendo el primero esta ciudad y ocho municipios.
La ciudad de Cotabato decide, en plebiscito celebrado en noviembre de 1989, no formar parte de la Región Autónoma del Mindanao Musulmán (RAMM), sino de la XII Región.
Por Resolución N.º 7902, de 10 de mayo de 2007, de la Comisión de Elecciones (COMELEC) esta ciudad de Cotabato forma parte del distrito legislativo de la nueva Provincia de Jerife Kabunsuan.